# Специальный отряд быстрого реагирования «Рысь»
«Рысь» — специальный отряд быстрого реагирования «Рысь» ФСВНГ (Федеральной службы войск национальной гвардии) Российской Федерации, образованный в 1992 году в составе ГУОП МВД Российской Федерации.

## История

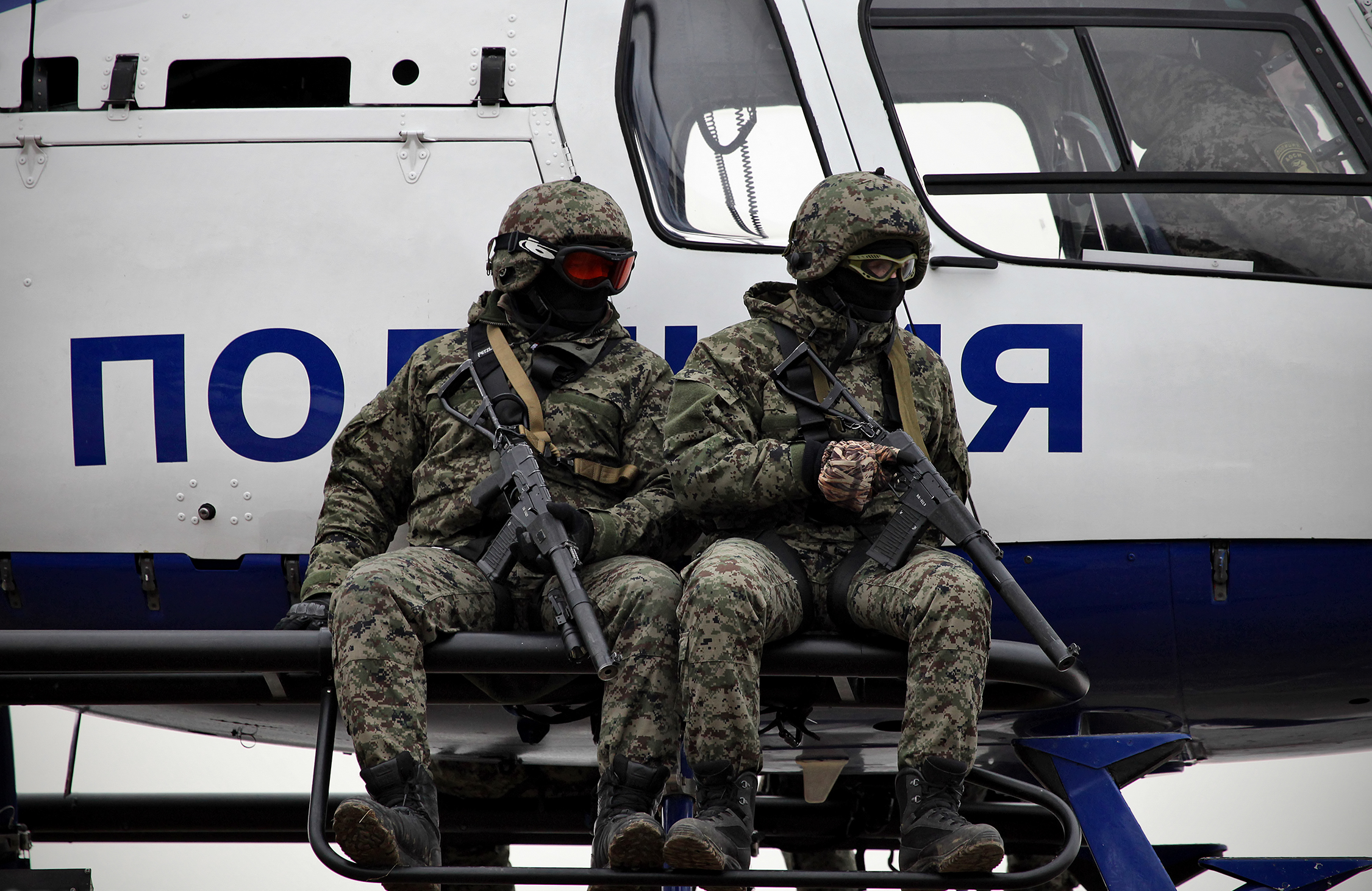
СОБР «Рысь» на Интерполитех-2013

Отряд ведёт свою историю с 10 февраля 1992 года, когда в составе Главного управления по организованной преступности (ГУОП) МВД России был создан отдел тактических операций.
Осенью 1992 года Указом Президента Российской Федерации отдел тактических операций был переименован в специальный отдел быстрого реагирования (СОБР). В дальнейшем, отряды СОБР были созданы и в других регионах России, поэтому отряд можно считать прообразом всех СОБРов России.
В сентябре 2002 года приказом МВД России специальные отделы быстрого реагирования были реорганизованы в отряды милиции специального назначения (ОМСН).
Во второй половине 2003 года министром внутренних дел Российской Федерации было утверждено новое название отряда ОМСН «Рысь».
В январе 2011 года в соответствии с указом Президента РФ «О дополнительных мерах по обеспечению правопорядка» спецназ МВД «Рысь» вошёл в состав Центра специального назначения сил оперативного реагирования и авиации МВД России (сокращенно ЦСН СР), созданного на базе СОБР «Рысь», ОМОН «Зубр» и АОСН «Ястреб».
30 ноября 2011 года указом министра внутренних дел РФ Рашида Нургалиева, ОМСН «Рысь» в рамках реформы МВД получил, как и другие подразделения ОМСН, название: СОБР.
Сегодня СОБР «Рысь» по праву стоит на позициях лидера среди специальных подразделений полиции. Руководство Министерства нередко называет отряд «Рысь» элитой полицейского спецназа. Офицеры «Рыси» по-прежнему продолжают решать наиболее опасные и важные задачи, как в Северо-Кавказском регионе, так и в остальных субъектах Российской Федерации.
Основными задачами СОБР «Рысь» являются:
- борьба с терроризмом и экстремизмом;
- борьба с организованной преступностью и бандитизмом;
- обезвреживание и нейтрализация особо опасных и вооруженных преступников;
- освобождение заложников.

Современные глобальные вызовы и угрозы представляют опасность для всего мирового сообщества. Большая роль в решении подобных задач отводится сотрудникам СОБР. Полицейский спецназ сегодня выступает в качестве действенного «инструмента», позволяющего оперативно обеспечить адекватное реагирование на опасные явления.
Кроме того, в рамках международного взаимодействия СОБР «Рысь» широко применяется в планах Организации Договора о коллективной безопасности (ОДКБ):
- 2009, октябрь — участие офицеров отряда в международных учениях Коллективных сил оперативного реагирования (КСОР ОДКБ) «Взаимодействие—2009»;
- 2010, июнь — участие в международных учениях КСОР ОДКБ «Кобальт—2010»;
- 2012, 2013 — участие во всех учениях и практических занятиях, проводимых руководством КСОР ОДКБ на территории Таджикистана, Армении и Киргизии.

## Подготовка бойцов
В подготовку каждого офицера «Рыси» входят владение разными видами огнестрельного и холодного оружия, приемами различных единоборств, парашютная подготовка, горная подготовка (альпинизм, скалолазание), работа под водой с различным снаряжением, психологическая подготовка.
Сотрудники отряда способны проходить десятки километров с грузом оружия и снаряжения до 60 кг, в течение длительного времени выполнять боевые задания, находясь в автономном режиме.
В составе отряда несколько профильных подразделений: специалисты горной подготовки — высотники (единственные в системе МВД России, имеющие статус промышленных альпинистов), снайперы, саперы (имеющие специальные сертификаты), водители (профессионалы экстремального вождения), боевые пловцы (прошедшие подготовку для ведения инженерных работ на подводных глубинах), переговорщики, подразделение парапланеристов и т. д.
Начиная с 2000 года, офицеры «Рыси» периодически выезжают в различные регионы земного шара в экспедиции на выживание:
- 2000 — первая поездка состоялась в пустыню Сахару в Тунисе:
- 2001 — поездка в район Амазонии в Венесуэле и Перу, далее поездка в Намибию;
- 2002 — практика подводников во французской Полинезии, а высотников в Гималаях;
- 2003 — экспедиция на вулкан Килиманджаро в Танзании, где был водружен флаг ГУБОПа, в честь 15-летия структуры;
- 2004 — посещены учения спецназа Пограничной стражи Польши, неподалёку от Гданьска;
- 2005 — экспедиции в Бразилию и Новую Зеландию;
- 2008 — сотрудники отряда побывали в джунглях Вьетнама;
- 2011 — треннинг в пустынях Китая.

## Операции

### Боевые и антитеррористические
С начала 1990-х годов сотрудники подразделения участвовали практически во всех известных специальных операциях на территории России.
В 1993 году офицеры СОБР ГУОП МВД России приняли «боевое крещение» в зоне осетино-ингушского конфликта. Здесь в условиях практически гражданской войны сотрудники СОБР освобождали захваченных в заложники мирных жителей, как с одной, так и с другой стороны. Осуществляли прочесывание горно-лесистой местности, нейтрализуя и обезвреживая бандгруппы и их схроны с оружием. Боевые действия не прекращались ни днем, ни ночью.
С 1994 года сотрудники подразделения принимали участие в боевых действиях на территории Северо-Кавказского региона (в том числе, в чеченской войне).
В мае 1994 года — принимали участие в операции по задержанию четверых вооружённых чеченцев (банда Магомета Бициева), которые захватили рейсовый автобус «Владикавказ — Ставрополь», взяли в заложники школьников и учителей и после получения выкупа предприняли попытку скрыться на вертолёте.
В 1994 году проведены две специальных операции по освобождению заложников в г. Минводы.
В том же 1994 году была проведена специальная операция по освобождению заложников из захваченного преступниками в г. Махачкале самолёта Як-42.
Офицеры отряда принимали участие в новогоднем штурме г. Грозный, испытали на себе всю тяжесть уличных боев, выполняя все поставленные перед ними задачи. И далее, в череде ожесточенных боёв на территории различных районов мятежной республики, офицеры СОБР оставались примером доблести и мужества русского воина.
В июне 1995 года — принимали участие в специальной операции в городе Будённовск.
В январе 1996 года — участвовали в специальной операции по нейтрализации группировки чеченских боевиков Салмана Радуева в г. Кизляр и с. Первомайское. В ходе этих событий погиб командир отряда Крестьянинов Андрей Владимирович, ещё 8 офицеров отряда получили ранения.
С 1999 года сотрудники подразделения принимали участие в боевых действиях в Чечне.
В октябре 2002 года офицеры отряда участвовали в штурме захваченного террористами театрального центра на Дубровке в г. Москве.
С 2007 года СОБР «Рысь» выполняет оперативно-боевые задачи в Республике Ингушетия.

### Против организованной преступности
В июне 2011 года пресечена деятельность участников организованной группы, подозреваемых в совершении разбойных краж и грабежей в отношении владельцев транспортных средств на территории нескольких регионов Российской Федерации. Группа была сформирована по этническому признаку — в неё входили выходцы из Грузии.
В том же 2011 году нейтрализована организованная группа, участники которой подозревались в ряде разбойных нападений на инкассаторов.
Летом 2012 года ликвидирована этническая банда, совершавшая вооруженные нападения на склады оптовых фирм в г. Москве.
В марте 2013 года в г. Москве в аэропорту «Внуково» сотрудниками СОБР «Рысь» задержано 20 уроженцев Дагестана, у которых изъято огнестрельное оружие с боеприпасами и 500 млн рублей.
27 февраля 2014 года в ресторане гостиницы на юго-западе Москвы произошло массовое задержание воров в законе. В отделении полиции оказались сразу 10 лидеров уголовного мира. Четверо из них являются ворами в законе и в криминальном мире известны как Антип, Костыль, Муха и Зюзя. Целью их встречи в гостиничном ресторане было обсуждение координации действий и сфер влияния.
24 марта 2014 года сотрудниками Главного управления уголовного розыска МВД России, во взаимодействии с коллегами из ОРУ ФСБ России, УУР ГУ МВД России по Красноярскому краю при поддержке офицеров СОБР «Рысь» задержан лидер организованной группы, участники которой подозреваются в совершении серии тяжких и особо тяжких преступлений на территории Красноярского края. По имеющейся информации, члены группы совершали заказные убийства на территории Красноярского края с целью передела сфер криминального влияния. Лидер данной группы 52-летний уроженец Кемеровской области, известный в уголовно-преступной среде как «Паша Цветомузыка», находился в международном розыске по подозрению в совершении убийств.

## Личный состав

### Командиры
- полковник Александр Иванович Зырянов (1992—1995)[3]

### Герои Российской Федерации
Шесть сотрудников подразделения были удостоены звания Героя Российской Федерации, трое из них — посмертно:
- А. В. Крестьянинов[4]
- В. Е. Ласточкин[5]
- О. Г. Малочуев

## Скандалы
6 декабря 2023 года МВД Российской Федерации сообщило о пресечении деятельности банды из 20 человек, причастной к совершению более 30 тяжких и особо тяжких преступлений. В состав группировки входили действующие и бывшие сотрудники правоохранительных органов, среди которых оказался и начальник штаба СОБР «Рысь» Алексей Алпатов. Суд постановил арестовать Алпатова на два месяца. В ноябре 2024 года газета «Коммерсантъ» сообщила, что Следственный комитет России завершил расследование уголовного дела банды Алпатова и что перед судом должны предстать 11 фигурантов дела:
- экс-начальник штаба СОБР «Рысь» Алексей Алпатов
- безработный Иван Пилипюк (уроженец Хмельницкой области)
- старший оперуполномоченный по особо важным делам ГУ подразделений спецназа Росгвардии Сергей Волостных
- бывший военнослужащий Дмитрий Кушаков (мобилизованный житель Краснодарского края)
- полковник МВД в отставке Владимир Новгородов (задержан одним из последних)
- бывший военнослужащий и сборщик заказов ОО ТФК «Корпас» Павел Христев (задержан в конце марта 2023 года)
- Александр Христев, сын Павла Христева (задержан в конце марта 2023 года)
- Ирина Егорова (предполагаемая заказчица убийства троих человек)
- Алексей Кузнецов
- Сергей Анисимов
- Максим Пикалов

Бывший сотрудник МВД и индивидуальный предприниматель Алексей Чеботарёв, задержанный весной 2023 года, дал показания на своих подельников. Главное следственное управление установило причастность задержанных к 31 преступлению, совершённому более 20 лет тому назад — в частности, с февраля 2000 по октябрь 2004 года бандой были убиты 13 человек (пятеро выжили). Арсенал банды был обнаружен в загородном доме Новгородова. Ряд силовиков служили в спецподразделении МВД и Росгвардии «витязь». В январе 2025 года были арестованы ещё несколько заказчиков убийств, совершённых бывшими СОБРовцами. В частности, был арестован Олег Рамазанов, который обвинялся в размещении четырёх заказов на убийства. По версии следствия, все преступления были связаны с переделом контроля над коммерческой недвижимостью.